# NGC 3169

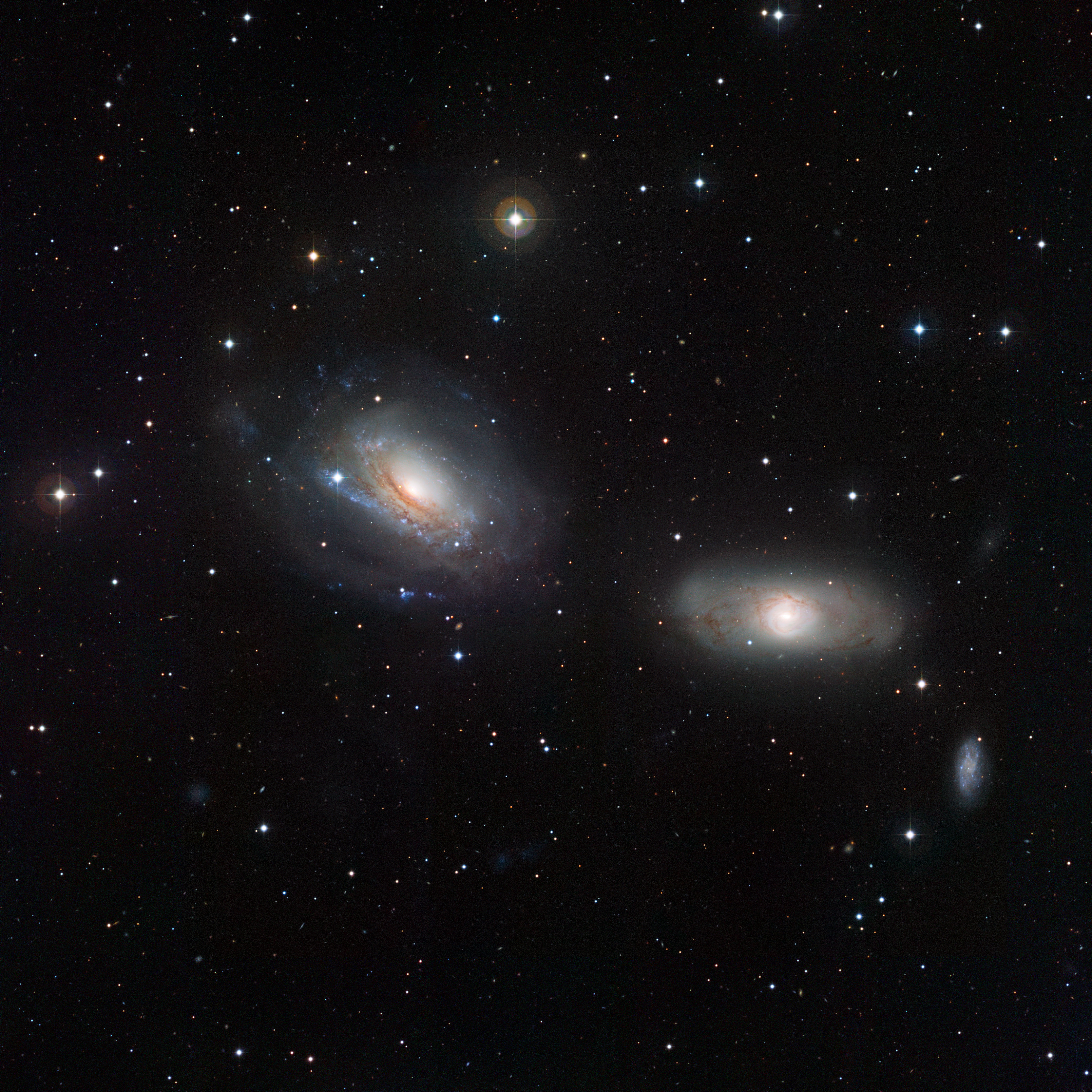
NGC 3169 và NGC 3166. Quan sát tại Đài thiên văn La Silla, Chile

NGC 3169 là một thiên hà xoắn ốc cách Trái Đất khoảng 75 triệu năm ánh sáng và nằm trong chòm sao Lục Phân Nghi.
Thiên hà này có khá nhiều tia X chung quanh nó và còn rất trẻ so với các thiên hà khác. Điều này cho thấy nó đã có một vụ nổ lớn hình thành sao diễn ra cách đây khoảng 1 tỷ năm trước.
Năm 1984, một siêu tân tinh đã được phát hiện trong thiên hà này, siêu tân tinh này được bao bọc một lớp hydrogen lớn. Lớp này có thể hình thành từ gió sao. Sau đó, siêu tân tinh thứ hai cũng đã được phát hiện.
NGC 3169 có khoảng cách rất gần so với NGC 3166 (khoảng 160 năm ánh sáng). Chính vì khoảng cách này nên NGC 3169 đã bị NGC 3166 tương tác làm cho bị biến dạng. Bao quanh thiên hà còn là một vòng hydro lớn.